# 山中美緒
山中 美緒（やまなか みお、1995年10月27日 - ）は、日本のラグビーユニオン選手。
大阪府東大阪市出身。船橋市立船橋高等学校を卒業し、立正大学に進学。
2016年サンパウロ女子セブンズで7人制ラグビーの日本代表としてデビュー。2016年のリオデジャネイロオリンピックラグビー競技に日本代表として参加した。
2021年、東京五輪の7人制女子日本代表バックアップメンバーに選ばれた。